# Петров, Александр Васильевич (инженер)
Александр Васильевич Петро́в (1918 — ?) — инженер, специалист в области сварочного производства.

## Биография
Окончил МВТУ имени Н. Э. Баумана в 1941 году.
Мастер по сварке Московского управления работ треста «Стальконструкция» (1941). Инженер по сварке, начальник сварочного цеха на авиационных заводах (1941—1947).
С 1947 года научный сотрудник, с 1955 старший научный сотрудник НИИ технологии и организации производства.
Кандидат технических наук (1953).

## Награды и премии
- Сталинская премия третьей степени (1950) — за разработку и внедрение новых методов методов дуговой электросварки—
- Ленинская премия (1963) — за разработку и внедрение в промышленность нового процесса автоматической и полуавтоматической сварки в углекислом газе плавящим электродом.